# فنلنديون

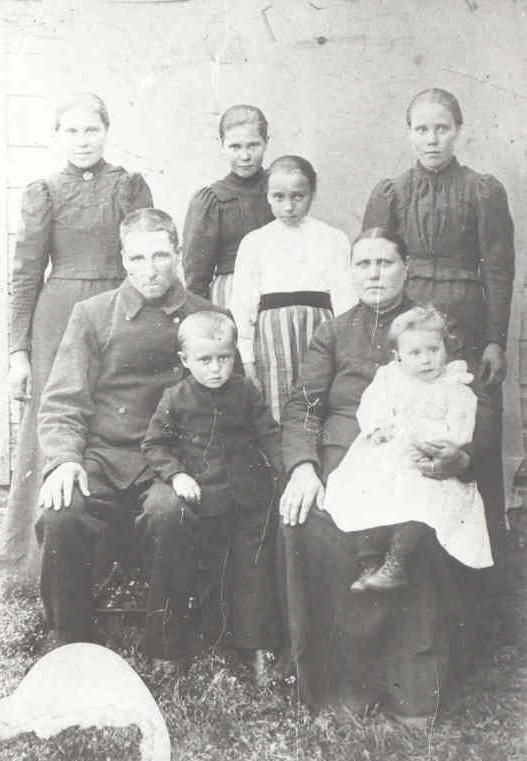
عائلة مزارع فنلندي من سنة 1901.

الفنلنديون (بالفنلندية: Suomalaiset) هم مجموعة عرقية فينيَّة مقيمة في فنلندا.
وينقسم الفنلنديون تقليدياً إلى مجموعات إقليمية أصغر تمتد إلى عدة بلدان متاخمة لفنلندا، وكلاهما من السكان الأصليين في هذه البلدان، فضلاً عن أولئك الذين أعيد توطينهم. أيضاً، قد يتم تصنيف بعض هذه المجموعات على أنها مجموعات عرقية منفصلة، وليس مجموعات فرعية من الفنلنديين. ويشمل ذلك قومية الكفين و‌فنلنديو الغابات في النرويج، والتوريندليان في السويد، والفنلنديين الإنغانيين في روسيا.
الفنلندية هي اللغة التي يتحدث بها معظم الفنلنديين، وترتبط ارتباطًا وثيقًا باللغات الفينيَّة الأخرى، على سبيل المثال، الإستونية و‌الكاريليَّة. اللغات الفينيَّة هي مجموعة فرعية من عائلة اللغات الأورالية الكبيرة، والتي تضم أيضاً المجريَّة. وتختلف هذه اللغات بشكل ملحوظ عن معظم اللغات الأخرى المستخدمة في أوروبا، والتي تنتمي إلى عائلة اللغات الهندو أوروبية. يمكن أيضًا تقسيم الفنلنديين الأصليين وفقاً لللهجة إلى مجموعات فرعية تسمى أحيانًا، على الرغم من أن هذه الأقسام أصبحت أقل أهمية بسبب الهجرة الداخلية.
واليوم، هناك ما يقرب من 6 إلى 7 مليون فنلندي عرقي ونسلهم في جميع أنحاء العالم، ويعيش غالبيتهم في فنلندا الوطن الأم والبلدان المحيطة بها، وهي السويد و‌روسيا و‌النرويج. ومنذ فترة طويلة أنشئت في الخارج مجتمعات كبيرة من المغتربين في الشتات في بلدان الأمريكتين و‌أوقيانوسيا، والبلدان التي تضم على مجتمعات من أصول فنلندية في المقام الأول، هي أستراليا و‌كندا و‌نيوزيلندا و‌الولايات المتحدة. ويعتنق أغلب الفنلنديين المسيحية على مذهب البروتستانتية اللوثرية إلى جانب أقليَّة أرثوذكسية شرقية.